# Landesliga Schleswig-Holstein 1947/48
Die heutige Fußball-Oberliga Schleswig-Holstein wurde als Landesliga Schleswig-Holstein 1947 gegründet.

## Geschichte
Nachdem die Britischen Militärbehörden nach dem Zweiten Weltkrieg in ihrer Zone in der Saison 1945/46 nur oberste Fußball-Spielklassen auf Stadt- oder Bezirksebene zuließen, war für Schleswig-Holstein bereits für die Saison 1946/47 die Einführung einer zumindest landesweiten eingleisigen Landesliga Schleswig-Holstein geplant, die dann in diesem Zeitraum erstklassig gewesen wäre. Deshalb war vorgesehen, in der Saison 1945/46 im Anschluss an die vier Bezirksmeisterschaften einen Qualifikationswettbewerb für die Landesliga in drei Staffeln durchzuführen. Aufgrund der Vorbereitungen für eine Norddeutsche Meisterschaft wurden diese Planungen aber wieder aufgegeben.
Ein Jahr später sollte ursprünglich die Landesliga Schleswig-Holstein ebenfalls als eingleisige Liga als zweitklassiger Unterbau unter der Fußball-Oberliga Nord gegründet werden. Brennstoffkürzungen – vor allem beim Treibstoff – machten aber dieses Vorhaben unmöglich, so dass die Landesliga Schleswig-Holstein in der Saison 1947/48 in drei Staffeln zu je 10 Mannschaften an den Start ging. Die ersten vier Mannschaften jeder Staffel qualifizierten sich für die eingleisige Landesliga Schleswig-Holstein der folgenden Saison 1948/49, die drei Meister zudem für die Endrunde um die schleswig-holsteinische Meisterschaft.
Der Schleswig-Holsteinische Fußballverband wurde am 30. August 1947 gegründet, so dass diese Saison als erste unter der Regie des SHFV stattfand.

## Abschlusstabellen der drei Staffeln

### Abschlusstabelle Staffel Nord
| Pl. | Verein                         | Sp. | S  | U | N  | Tore    | Quote | Punkte |
| --- | ------------------------------ | --- | -- | - | -- | ------- | ----- | ------ |
| 1.  | Eckernförder SV                | 18  | 13 | 1 | 4  | 053:220 | 2,41  | 27:90  |
| 2.  | Flensburg 08                   | 18  | 10 | 3 | 5  | 040:290 | 1,38  | 23:13  |
| 3.  | Husum 18                       | 18  | 9  | 2 | 7  | 038:290 | 1,31  | 20:16  |
| 4.  | ATSV Flensburg                 | 18  | 9  | 2 | 7  | 034:320 | 1,06  | 20:16  |
| 5.  | Schleswig 06                   | 18  | 8  | 4 | 6  | 039:370 | 1,05  | 20:16  |
| 6.  | VfB Kiel                       | 18  | 7  | 4 | 7  | 024:260 | 0,92  | 18:18  |
| 7.  | VfR Laboe                      | 18  | 6  | 5 | 7  | 021:230 | 0,91  | 17:19  |
| 8.  | Rot-Weiß Niebüll               | 18  | 4  | 4 | 10 | 031:410 | 0,76  | 12:24  |
| 9.  | TuS Schwarz-Weiß Elmschenhagen | 18  | 4  | 4 | 10 | 019:380 | 0,50  | 12:24  |
| 10. | SC Comet Kiel                  | 18  | 3  | 5 | 10 | 026:480 | 0,54  | 11:25  |

Tabelle gemäß dem Deutschen Fußballarchiv erstellt; g, u, v und Torverhältnisse nach der Berichterstattung im Sport-Megaphon (Wiederholungsspiele und Umwertungen sind berücksichtigt); die zum Teil erheblich abweichende Tabelle unter historie.pimms.de ist in sich unschlüssig (danach hätte sich der VfB Kiel qualifizieren müssen).

### Abschlusstabelle Staffel Ost
| Pl. | Verein          | Sp. | S  | U | N  | Tore    | Quote | Punkte |
| --- | --------------- | --- | -- | - | -- | ------- | ----- | ------ |
| 1.  | Kilia Kiel      | 18  | 15 | 0 | 3  | 081:320 | 2,53  | 30:60  |
| 2.  | Phönix Lübeck   | 18  | 10 | 7 | 1  | 048:230 | 2,09  | 27:90  |
| 3.  | Eutin 08        | 18  | 11 | 1 | 6  | 053:350 | 1,51  | 23:13  |
| 04. | Polizei SV Kiel | 18  |    |   |    | 53:35   | 1.51  | 22:14  |
| 05. | TSV Schlutup    | 18  |    |   |    | 36:31   | 1.16  | 19:17  |
| 06. | TSV Kücknitz    | 18  |    |   |    | 42:39   | 1.08  | 19:17  |
| 7.  | TSV Mölln       | 18  | 7  | 3 | 8  | 046:370 | 1,24  | 17:19  |
| 8.  | VfL Oldesloe    | 18  | 5  | 2 | 11 | 032:530 | 0,60  | 12:24  |
| 9.  | Preetzer TSV    | 18  | 4  | 0 | 14 | 042:780 | 0,54  | 08:28  |
| 10. | Oldenburger SV  | 18  | 1  | 1 | 16 | 014:840 | 0,17  | 03:33  |

Tabelle gemäß dem Deutschen Fußball-Archiv, Tabelle unter pimms.de weicht auf den Plätzen 4 bis 6 ab; bei Übereinstimmung Angaben über die gewonnenen, unentschiedenen und verlorenen Spiele gemäß historie.pimms.de

### Abschlusstabelle Staffel West
| Pl. | Verein              | Sp. | S  | U | N  | Tore    | Quote | Punkte |
| --- | ------------------- | --- | -- | - | -- | ------- | ----- | ------ |
| 1.  | Itzehoer SV         | 18  | 15 | 1 | 2  | 063:240 | 2,63  | 31:50  |
| 2.  | Fortuna Glückstadt  | 18  | 11 | 2 | 5  | 065:260 | 2,50  | 24:12  |
| 3.  | FC Union Neumünster | 18  | 10 | 2 | 6  | 061:480 | 1,27  | 22:14  |
| 4.  | TSV Brunsbüttelkoog | 18  | 9  | 4 | 5  | 054:470 | 1,15  | 22:14  |
| 5.  | Gut-Heil Neumünster | 18  | 9  | 3 | 6  | 046:430 | 1,07  | 21:15  |
| 6.  | Heider SV           | 18  | 9  | 1 | 8  | 048:330 | 1,45  | 19:17  |
| 7.  | Rendsburger TSV     | 18  | 7  | 2 | 9  | 041:500 | 0,82  | 16:20  |
| 8.  | VfR Neumünster      | 18  | 5  | 2 | 11 | 031:560 | 0,55  | 12:24  |
| 9.  | TuS Nortorf         | 18  | 4  | 2 | 12 | 027:610 | 0,44  | 10:26  |
| 10. | VfL Kellinghusen    | 18  | 1  | 1 | 16 | 011:590 | 0,19  | 03:33  |

Tabelle gemäß dem Deutschen Fußball-Archiv, Tabelle unter historie.pimms.de ist unvollständig; g, u, v und Torverhältnisse vgl. Anmerkung zur Nordstaffel

## Endrunde um die schleswig-holsteinische Meisterschaft
Unter den drei Staffelmeistern Eckernförder SV, Itzehoer SV und Kilia Kiel wurde eine Endrunde um die schleswig-holsteinische Meisterschaft ausgetragen, die aufgrund zweier zusätzlicher schleswig-holsteinischer Meisterschaften (1. die zwischen den Oberligavertretern Holstein Kiel und VfB Lübeck, die Holstein gewann; 2. die zwischen Holstein Kiel, VfB Lübeck und Itzehoer SV, die ebenfalls Holstein gewann) auch als Landesligameisterschaft bezeichnet wird. Dabei erwies sich der Itzehoer SV den beiden Mitkonkurrenten haushoch überlegen und qualifizierte sich mit dem Titel auch für den Oberligaaufstiegsrunde
| Pl. | Verein          | Sp. | S | U | N | Tore    | Quote | Punkte |
| --- | --------------- | --- | - | - | - | ------- | ----- | ------ |
| 1.  | Itzehoer SV     | 4   | 3 | 1 | 0 | 010:500 | 2,00  | 07:10  |
| 2.  | Kilia Kiel      | 4   | 1 | 1 | 2 | 006:800 | 0,75  | 03:50  |
| 3.  | Eckernförder SV | 4   | 1 | 0 | 3 | 008:110 | 0,73  | 02:60  |

Tabelle gemäß dem Deutschen Fußball-Archiv, Tabelle unter historie.pimms.de weicht erneut ab